# Żart (film 1968)
Żart (cz. Žert) – czechosłowacki komediodramat z 1968 roku w reżyserii Jaromila Jireša, zrealizowany na podstawie debiutanckiej powieści Milana Kundery. 

## Fabuła
Lata 50. Ludvík Jahn zostaje wyrzucony z Komunistycznej Partii Czechosłowacji i uniwersytetu z powodu niepoprawnej politycznie uwagi na temat swojej dziewczyny. Po 15 latach Jahn planuje zemstę uwodząc Helenę, żonę jednego ze swoich oskarżycieli.

## Obsada
- Josef Somr – Ludvík Jahn
- Jana Dítětová – Helena Zemánková
- Luděk Munzar – Pavel Zemánek
- Evald Schorm – Kostka
- Věra Křesadlová – Brozová

## Produkcja
Zdjęcia kręcono w następujących lokacjach:
- Uherské Hradiště i Vlčnov w kraju zlińskim (scena pochodu królów);
- klasztor w Chotěšovie (kraj pilzneński);
- Praga[1].